# Harriet Frank Jr.

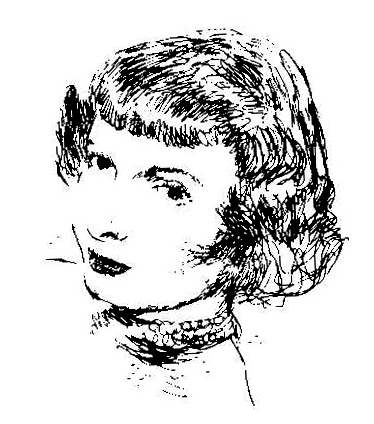
Harriet Frank Jr.

Harriet Frank Jr. (* 2. März 1923 in Portland, Oregon; † 28. Januar 2020 in Los Angeles, Kalifornien), auch mehrfach tätig unter dem Pseudonym James P. Bonner, war eine US-amerikanische Drehbuchautorin, die für die Zusammenarbeit mit ihrem Mann Irving Ravetch zahlreiche Auszeichnungen erhielt, darunter zwei Oscar-Nominierungen. Bekannt wurde sie vor allem durch ihre Arbeiten für Filmklassiker wie Der lange heiße Sommer, Der Wildeste unter Tausend, Man nannte ihn Hombre, Norma Rae – Eine Frau steht ihren Mann oder Stanley & Iris.

## Leben und Werk
Harriet Frank Jr., geboren 1923 (andere Quellen nannten lange 1917) in Portland im Bundesstaat Oregon, begann nach dem Zweiten Weltkrieg ihre Karriere in einem Metro-Goldwyn-Mayer-Ausbildungsprogramm für junge Schriftsteller. Ihre Familie war 1939 nach Los Angeles gezogen und Frank studierte an der University of California, Los Angeles. Im Ausbildungsprogramm traf sie ihren zukünftigen Ehemann Irving Ravetch. Sie heirateten 1946 und arbeiteten die ersten zehn Jahre unabhängig voneinander. Ihre Zusammenarbeit begann 1957 und hatte für den Rest ihrer Karriere Bestand. Während der 33-jährigen Zusammenarbeit schufen sie Drehbücher für eine Vielzahl von Filmen, vor allem Adaptionen von amerikanischen Autoren.
Frank schrieb auch für Zeitschriften und Magazine, außerdem veröffentlichte sie 1977 und 1979 je einen Roman.
Frank und Ravetch pflegten während ihrer Laufbahn eine lange und enge Zusammenarbeit mit dem Regisseur Martin Ritt. Die Kooperation begann mit dem Paul-Newman-Film Der lange heiße Sommer und endete mit dem Film Stanley & Iris mit Robert De Niro und Jane Fonda in den Hauptrollen. Kurz nach der Veröffentlichung dieses Films verstarb Ritt.
Neben den Arbeiten für Martin Ritt entstanden Drehbücher für Filme wie Jedes Kartenhaus zerbricht,  Die Cowboys, Der Mörder im weißen Mantel, Abschied von einer Insel oder den Lee-Marvin-Western Vier Vögel am Galgen. Mit Der lange heiße Sommer, Fluch des Südens und Der Gauner schrieben sie gleich drei Kinoadaptionen aus den Werken von William Faulkner.
Die Ehe von Frank und Ravetch hielt bis zu seinem Tod im Jahr 2010. Sie galten als eines der großen Drehbuch-Paare der Filmbranche.
Frank starb im Alter von 96 Jahren. Sie wurde von einem ihrer Brüder überlebt.

## Filmografie (Auswahl)

### Kino
- 1948: Der Herr der Silberminen (Silver River)
- 1948: Whiplash (Necromancy)
- 1955: Rächer in Schwarz (Ten Wanted Men)
- 1955: Im Schatten des Galgens (Run for Cover)
- 1958: Der lange heiße Sommer (The Long, Hot Summer)
- 1959: Fluch des Südens (The Sound and the Fury)
- 1960: Das Erbe des Blutes (Home from the Hill)
- 1960: Das Dunkel am Ende der Treppe (The Dark at the Top of the Stairs)
- 1963: Der Wildeste unter Tausend (Hud)
- 1967: Man nannte ihn Hombre (Hombre)
- 1968: Jedes Kartenhaus zerbricht (House of Cards)
- 1969: Der Gauner (The Reivers)
- 1972: Die Cowboys (The Cowboys)
- 1972: Der Mörder im weißen Mantel (The Carey Treatment)
- 1974: Abschied von einer Insel (Conrack) (auch Produzentin)
- 1974: Vier Vögel am Galgen (The Spikes Gang)
- 1979: Norma Rae – Eine Frau steht ihren Mann (Norma Rae)
- 1985: Die zweite Wahl – Eine Romanze (Murphy’s Romance)
- 1990: Stanley & Iris (Stanley & Iris)

### Fernsehserien
- 1956–1957: Schlitz Playhouse of Stars (Fernsehserie, zwei Episoden)
- 1957: Matinee Theatre (Fernsehserie, eine Episode)
- 1958: Ihr Star: Loretta Young (Fernsehserie, eine Episode)
- 1965: The Long, Hot Summer (Fernsehserie, eine Episode)
- 1966: Baby Makes Three (Fernsehfilm)

### Kurzfilm
- 1947: A Really Important Person

## Auszeichnungen (Auswahl)
- 1964: Oscar-Nominierung in der Kategorie Bestes adaptiertes Drehbuch bei der Verleihung 1964 für Der Wildeste unter Tausend zusammen mit Irving Ravetch
- 1980: Oscar-Nominierung in der Kategorie Bestes adaptiertes Drehbuch bei der Verleihung 1980 für Norma Rae – Eine Frau steht ihren Mann zusammen mit Irving Ravetch
- 1980: Golden-Globe-Nominierung in der Kategorie Bestes Filmdrehbuch für Norma Rae – Eine Frau steht ihren Mann zusammen mit Irving Ravetch